# أنا أحب نيويورك
أنا أُحب نيويورك (بالإنجليزية: I Love New York)‏، هو برنامج من تلفزيون الواقع يضُم الممثلة تيفاني بولارد، المعروفة باسم «نيويورك» في البرنامج، وتحاول في هذا العرض العثور بشتى الطرق على حبها الحقيقي. بُثّ البرنامج لأول مرة على قناة في اتش 1.

## البرامج الفرعية

### أنا أحب المال
يضم البرنامج برامج فرعية عدة، ففي برنامج "أنا أحب المال"، يُجمع عدد كبير من المتسابقين من فرق "نكهة الحب" و"صخرة الحب" و"أنا أحب نيويورك" في قصر في المكسيك للتنافس في معركة مشتركة من التحديات العقلية والبدنية للفوز بـ 250,000 دولار.  صور البرنامج لأول مرة في الفترة بين شهري فبراير إلى مارس 2008، وعُرض الموسم الأول في 6 يوليو 2008.

### نيويورك تذهب إلى هوليوود
بدأ برنامج "نيويورك تذهب إلى هوليوود" في 4 أغسطس 2008، ويتكون البرنامج من من عشر حلقات لمدة 30 دقيقة. تعرض قصة فتاة اسمها نيويورك وهي تتجول في جميع أنحاء هوليوود في محاولة للعثور على وظيفة في مجال التمثيل، للتركيز على مهمتها الجديدة.

### فرصة حقيقية للحب
الأخوان أحمد (ريل) وكمال (شينس) لم يفوزا بحب نيويورك، لكنهما مُنحا فرصة ثانية في برنامج فرصة حقيقية من الحب، والذي عرض لأول مرة في 20 أكتوبر 2008، شارك سبعة عشر متسابقاً في البرنامج وشاركوا في تحديات مختلفة. في كل أسبوع، يتم إقصاء أحد المتاسبقين حتى الحلقة الأخيرة. واختير أحمد «كورن فيد» فيما خرج كمال الذي لم يختاره أحد، وأطلقت قناة في اتش 1 الموسم الثاني من البرنامج، واختير المشاركين في مارس 2009. عرض الموسم الأول لأول مرة في 3 أغسطس 2009، فيما كان الحلقة الأخيرة منه في 26 أكتوبر 2009.  في عام 2015، توفي أحمد (ريل) بسرطان القولون في سن 33 أو 35.

### نيويورك تذهب للعمل
بدأ بث نيويورك تذهب للعمل لأول مرة في 4 مايو 2009.  تابع برنامج الواقع نيويورك حيث كانت تبحث عن وظيفة عادية، بعد النهاية، طُلب من المشاهدين التصويت على ما يجب أن تفعله نيويورك، وكانت الخيارات: أنا أحب نيويورك 3، أو أخذ إجازة، أو إيجاد وظيفة حقيقية.  صوت الجمهور بالنهاية لصالح أنا أحب نيويورك 3.

### فرانك الفنان، في قضية القبو
هو برنامج مواعدة على قناة في اتش 1، من بطولة فرانك ماريسكا، عرض العرض المبدئي بعنوان "ترفيه الحب" إلا أن موقع قناة VH1 أعلنت أن العرض سيطلق عليه اسم "فرانك الفنان... في قضية قبو" وعرض لأول مرة 3 يناير 2010.

## روابط خارجية
- أنا أحب نيويورك على موقع IMDb (الإنجليزية)
- أنا أحب نيويورك على موقع ميتاكريتيك (الإنجليزية)
- أنا أحب نيويورك على موقع كينوبويسك (الروسية)
- أنا أحب نيويورك على موقع قاعدة بيانات الفيلم (الإنجليزية)